# C8orf88
C8orf88 (англ. Chromosome 8 open reading frame 88) – білок, який кодується однойменним геном, розташованим у людей на 8-й хромосомі. Довжина поліпептидного ланцюга білка становить 117 амінокислот, а молекулярна маса — 13 372.
| 10         |  | 20         |  | 30         |  | 40         |  | 50         |
| ---------- |  | ---------- |  | ---------- |  | ---------- |  | ---------- |
| METKKLIGKP |  | LQPARPVRHL |  | TSPPGAVFPF |  | NFQNEYPCNT |  | QCIQSGVSRC |
| KTNGMQAFSQ |  | GLNEQQQQQS |  | PVKKERIKYS |  | RDFLLKLSSV |  | SICRKKPDFL |
| PDHPIVLQKP |  | ENNQSFK    |  |            |  |            |  |            |

A: Аланін

C: Цистеїн

D: Аспарагінова кислота

E: Глутамінова кислота

F: Фенілаланін

G: Гліцин

H: Гістидин

I: Ізолейцин

K: Лізин

L: Лейцин

M: Метіонін

N: Аспарагін

P: Пролін

Q: Глутамін

R: Аргінін

S: Серин

T: Треонін

V: Валін